# Gabriel Reyes-Patria
Gabriel Reyes-Patria Valderrama fue un empresario, político y general colombiano, Presidente del Estado Soberano de Tolima en 1876.

## Biografía
Obtuvo sus ascensos militares luchando para el partido liberal hasta llegar a general en jefe del Ejército de Colombia decretado por el presidente Santos Gutiérrez en 1868.
Era propietario de una compañía llamada Reyes y Niño que se dedicaba a  comercializar productos sacados de la sal, aquella industria era importante tanto en lo económico como en lo social, eran negocios muy lucrativos monopolizados por los grandes terratenientes de la región.
Actuó como jefe civil y miliar y presidente del Estado Soberano de Tolima en 1876.
Fue hijo del prócer colombiano Juan José Reyes Patria a quien Bolívar llamó patria y desde entonces se les conoció como la familia Reyes Patria. Se casó con Georgina Escobar